# Banzo
Banzo (do quimbundo mbanza, "aldeia") era como se chamava o sentimento de melancolia em relação à terra natal e de aversão à privação da liberdade praticada contra a população negra no Brasil na época da escravidão. Foi também uma prática comum de resistência aos maus tratos e ao trabalho forçado. Pode-se falar que banzo é um sinônimo de depressão.
O primeiro registro escrito do uso da palavra banzo foi feito pelo trabalho intitulado “Memória a respeito dos escravos e tráfico da escravatura entre a Costa d’África e o Brazil” apresentado pelo advogado Luis Antonio de Oliveira Mendes à Real Academia das Ciências de Lisboa em 1793. 
"Das doenças crônicas... uma, e das principais moléstias crônicas, que sofrem os escravos, a qual pelo decurso do tempo os leva à sepultura, vem a ser o banzo. O banzo é um ressentimento entranhado por qualquer princípio, como por exemplo: a saudade dos seus, e da sua pátria; o amor devido a alguém; à ingratidão, e aleivosia, que outro lhe fizera; a cogitação profunda sobre a perda da liberdade; a meditação continuada da aspereza com que os tratam; o mesmo mau trato, que suportam; e tudo aquilo que pode melancolizar. É uma paixão da alma, a que se entregam, que só é extinta com a morte: por isso disse que os pretos africanos eram extremosos, fiéis, resolutos, constantíssimos, e susceptíveis no último extremo do amor e do ódio (...). Este mesmo banzo por vezes observei no Brasil, que matara a muitos escravos; porém sempre por efeitos do ressentimento do rigor, com que os tratavam os seus senhores." 
Dessa maneira banzo é uma palavra usada para categorizar a morte voluntária entre os escravos. "O desgosto pela vida e o desejo de morrer são atribuídos pelos narradores a reações nostálgicas decorrentes da perda da liberdade e dos vínculos com a terra e grupo social de origem, e ainda aos castigos excessivos impostos pelos senhores”.
Segundo o historiador Renato Pinto Venâncio, da Universidade Federal de Ouro Preto, o suicídio entre escravos era duas ou três vezes mais elevado do que entre homens livres e pode-se ser atribuído ao banzo. Apesar disso, o registro de suicídios pode encobrir assassinatos realizados pelos senhores de escravos.
A prática do banzo, além de levar ao suicídio, através da greve de fome, também é relacionada à pratica do aborto, das fugas individuais e coletivas (que podem ser relacionadas à formação de quilombos) e à geofagia (suicídio por ingestão de terra).